# Diogo Yabe
Diogo de Oliveira Yabe (Londrina, 8 de agosto de 1980) é um nadador brasileiro. 
É casado com Fabíola Molina.
Atualmente é representante comercial de empresas de tecnologia.

## Trajetória esportiva
Descendente de uma família de nadadores, começou a nadar no Centros de Artes e Esportes Unificados, em 1990. Aos 15 anos, era campeão paranaense e campeão brasileiro na sua categoria e, aos 20 anos, foi para a Califórnia para nadar e estudar inglês.
Em 2002 foi treinar em São José dos Campos; alguns meses depois, recebeu uma bolsa de estudos e foi para Utah, nos Estados Unidos, onde permaneceu por quatro anos e formou-se em ciências do exercício.
Participou do Campeonato Mundial de Esportes Aquáticos de 2003 em Barcelona, e nadou os 200 metros medley, mas foi desqualificado.
Nos Jogos Pan-Americanos de 2003 em Santo Domingo, ficou em sexto lugar nos 200 metros medley e nos 400 metros medley.
Participou dos Jogos Olímpicos de Verão de 2004 em Atenas, competindo na prova dos 200 metros medley, onde obteve a 26º colocação.
Nos Jogos Pan-Americanos de 2007 no Rio de Janeiro, ficou em quarto lugar nos 400 metros medley e oitavo lugar nos 200 metros medley.
No Campeonato Mundial de Natação em Piscina Curta de 2010 em Dubai, ficou em 25º lugar nos 200 metros medley e em 17º lugar nos 400 metros medley.
Como um dos representantes da equipe de revezamento do Brasil nos Jogos Pan-Americanos de 2011 em Guadalajara, ganhou a medalha de prata nos 4x200 metros livre, por participar da eliminatória da prova.
Nos Jogos Mundiais Militares de 2011 realizados no Rio de Janeiro, Diogo obteve medalha de ouro nos 200 metros medley e nos 400 metros medley.